# Christopher Borzor
Christopher Borzor (* 11. April 1999 in Uniondale, Vereinigte Staaten) ist ein haitianischer Leichtathlet, der sich auf den Sprint spezialisiert hat. Aktuell ist er Inhaber der Landesrekorde über 100 und 200 Meter.

## Sportliche Laufbahn
Christopher Borzor wuchs in den Vereinigten Staaten auf und absolvierte ein Bachelorstudium an der University of Cincinnati sowie ein Masterstudium an der University of Southern California. 2024 stellte er mit 10,14 s einen neuen haitianischen Landesrekord im 100-Meter-Lauf auf und nahm über diese Distanz an den Olympischen Sommerspielen in Paris teil, bei denen er mit 10,28 s in der ersten Runde ausschied.

## Persönliche Bestleistungen
- 100 Meter: 10,14 s (+1,2 m/s), 16. Juni 2024 in Nassau (haitianischer Rekord)
- 200 Meter: 20,55 s (+1,3 m/s), 17. April 2021 in Auburn (haitianischer Rekord)